# 天主教希拉多特教區
天主教希拉多特教區（拉丁語：Dioecesis Girardotensis）是哥倫比亞一個羅馬天主教教區，屬波哥大總教區。
教區成立於1956年5月29日，包括昆迪納馬卡省西南部卅三市。2006年有教友485,000人（佔轄區總人口79.5%）、五十七個堂區、106名司鐸。現任教區主教為埃克托·胡里奧·洛佩斯·烏爾塔多。